# Geoffrey Kizito
Geoffrey Kizito (Kampa, 2 febbraio 1993) è un calciatore ugandese, centrocampista del Bình Dương.

## Carriera

### Club
Ha giocato nei campionati vietnamita e keniota.

### Nazionale
Ha esordito in nazionale nel 2012, venendo poi convocato per la Coppa d'Africa 2017.